# Władimir Mieńszow
Władimir Walentinowicz Mieńszow, ros. Влади́мир Валенти́нович Меньшо́в (ur. 17 września 1939 w Baku, zm. 5 lipca 2021 w Moskwie) – rosyjski aktor i reżyser filmowy. Absolwent Studium Teatralnego przy MCHAT. Jego najbardziej znany film Moskwa nie wierzy łzom (1980) nagrodzono w 1981 Oscarem dla najlepszego filmu nieanglojęzycznego. Pochowany na Cmentarzu Nowodziewiczym w Moskwie.

## Filmografia
Reżyser
- 1976: Zgrywa
- 1980: Moskwa nie wierzy łzom
- 1984: Miłość i gołębie
- 1995: Szirli-Myrli
- 2000: Zazdrość bogów

Aktor
- 1976: Zgrywa
- 1983: Magistrala – Potapow
- 1986: Goniec – gość na urodzinach Katji
- 1986: Przechwycenie
- 1988: Miasto Zero – prokurator
- 1993: Czerwona mafia
- 1995: Szirli - Myrli – prezydent Rosji
- 2004: Straż Nocna – Geser
- 2004: Dywersant – generał GRU Kaliazin
- 2005: Czas zbierania kamieni
- 2007: Straż Dzienna – Geser
- 2007: Kod apokalipsisa – Charitonow
- 2007: Dywersant: Koniec wojny – generał GRU Kaliazin
- 2010: Wieczorna straż – Geser
- 2013: Legenda No. 17 – Bałaszow

## Nagrody i odznaczenia
- Nagroda Państwowa ZSRR (1981)
- Nagroda Państwowa RFSRR im. Krupskiej (1978)
- Order „Za zasługi dla Ojczyzny” II klasy (2017)[5]
- Order „Za zasługi dla Ojczyzny” III klasy (16 lutego 2010)
- Order „Za zasługi dla Ojczyzny” IV klasy (10 września 1999)
- Honorowe obywatelstwo Astrachania (2007)[6]

i inne.